# Czystka etniczna w województwach lwowskim, tarnopolskim i stanisławowskim
Czystka etniczna w województwach lwowskim, tarnopolskim i stanisławowskim (Galicji Wschodniej, Małopolsce Wschodniej) – czystki etniczne ludności polskiej i jej eksterminacja o znamionach ludobójstwa, dokonana przez nacjonalistów ukraińskich na terenie trzech południowo-wschodnich województw II Rzeczypospolitej podczas okupacji wojskowej tych ziem przez III Rzeszę i ZSRR w latach 1943–1945. Zbrodni na Polakach dokonywały oddziały UPA, politycznie podporządkowane OUN-B, a następnie UHWR, pod naczelnym dowództwem Romana Szuchewycza, a także oddziały SKW, Służby Bezpieczeństwa OUN-B i ukraińska ludność cywilna. W kilku przypadkach doszło do współpracy pomiędzy wymienionymi wyżej formacjami a niemieckimi jednostkami policyjnymi, w których służyli Ukraińcy (Ukraińską Policją Pomocniczą i 4 pułkiem policji SS).
W konsekwencji według ustaleń historyków zostało zamordowanych od 20–25 do 30–40 tys. Polaków, Ewa Siemaszko szacuje liczbę ofiar na 70 tys. Około 300–400 tys. Polaków uciekło z terenów województw lwowskiego, tarnopolskiego i stanisławowskiego wiosną i latem 1944 r. w obawie przed mordami, a także by uchronić się przed powrotem okupacji sowieckiej i terroru NKWD, wobec wkroczenia w styczniu 1944 r. Armii Czerwonej na terytorium II Rzeczypospolitej i zbliżającego się frontu sowiecko-niemieckiego.
Analogiczne morderstwa zostały przeprowadzone przez oddziały UPA pomiędzy lutym a grudniem 1943 na terenie województwa wołyńskiego. Stąd też niekiedy obie zbrodnie bywają traktowane jako jedna i określane wspólną nazwą zbrodni (rzezi) wołyńsko-galicyjskiej lub wołyńsko-małopolskiej.

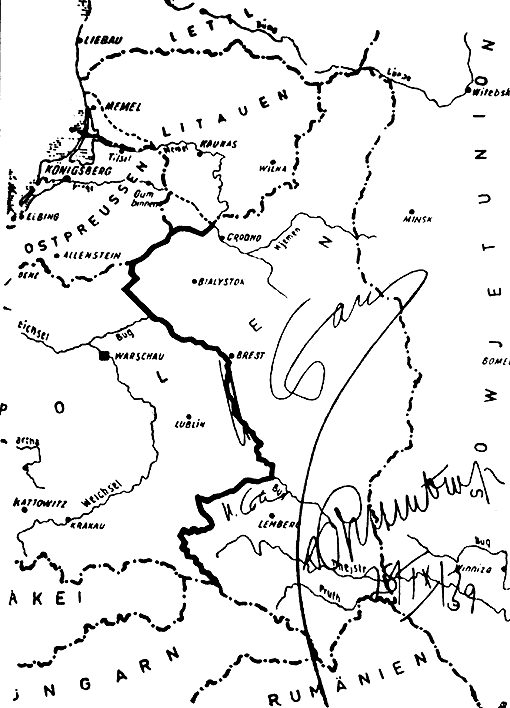
Mapa ostatecznego rozdzielenia Polski pomiędzy III Rzeszę a ZSRR z 28.09.1939 r. z wytyczoną linią graniczną. Podpisy za zgodność: Stalin, Ribbentrop, data

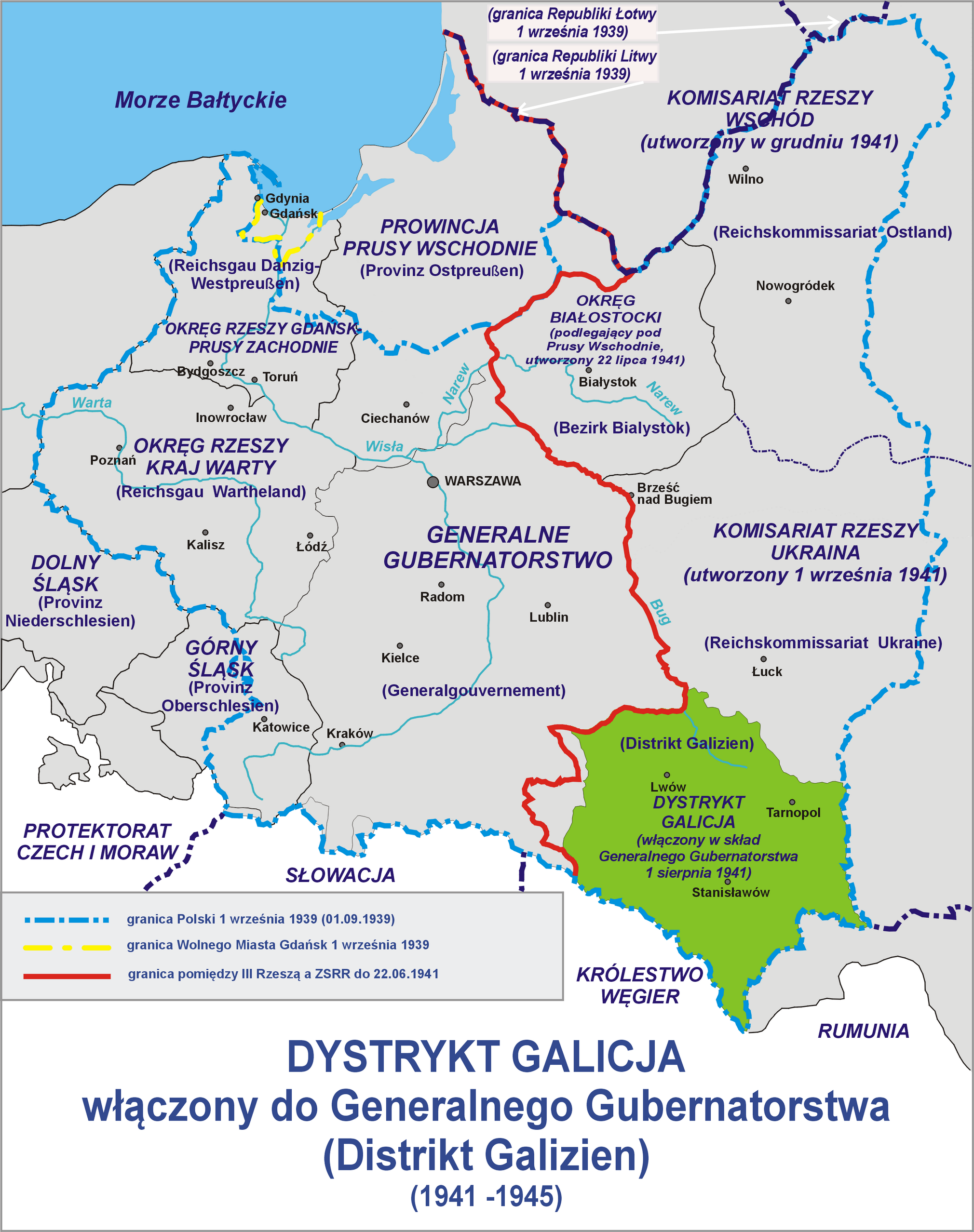
Dystrykt Galicja

## Tło wydarzeń
W wyniku agresji Niemiec i ZSRR na Polskę we wrześniu 1939 r., po okupacji całości terytorium II Rzeczypospolitej przez Wehrmacht i Armię Czerwoną i ustaleniu 28 września 1939 r. w pakcie o granicach i przyjaźni pomiędzy III Rzeszą a ZSRR granicy niemiecko-sowieckiej na okupowanym terytorium Polski, tereny województw tarnopolskiego i stanisławowskiego oraz wschodnia część województwa lwowskiego z miastem Lwowem znalazły się pod okupacją ZSRR. Aby uzasadnić aneksję okupowanych terenów Polski, Sowieci przeprowadzili 22 października 1939 r. w atmosferze terroru fikcyjne wybory do lokalnego Zgromadzenia Ludowego. 27 października Zgromadzenie Ludowe Zachodniej Ukrainy ogłosiło włączenie obszaru polskich województw: wołyńskiego, tarnopolskiego, stanisławowskiego i części lwowskiego (na wschód od Sanu) w skład Ukraińskiej SRR, co potwierdziło Prezydium Rady Najwyższej 1 listopada 1939 r.
Po ataku Niemiec na ZSRR, 30 czerwca 1941 roku we Lwowie działacze OUN-B ogłosili akt odnowienia państwa ukraińskiego. Niemcy, zaskoczeni ogłoszeniem niepodległości przez Ukraińców, już 5 lipca rozwiązali rząd Stećki, a wobec członków OUN-B zastosowali represje i aresztowania. Przywódca OUN-B Stepan Bandera i Jarosław Stećko po udzielonej we wrześniu 1941 ostatecznej odmowie odwołania deklaracji niepodległości Ukrainy zostali uwięzieni, a później osadzeni w obozie koncentracyjnym Sachsenhausen, gdzie przebywali do jesieni 1944 r. Hitler zgodnie ze swoją polityką wschodnią traktował Ukrainę jako zaplecze materialne III Rzeszy i nie przewidywał istnienia tam administracji innej niż niemiecka. Głównym jego celem była eksploatacja gospodarcza, której podstawą były wysokie kontyngenty nakładane na ludność. 1 sierpnia 1941 Adolf Hitler wcielił dekretem zajęte przez Wehrmacht tereny województw lwowskiego, tarnopolskiego i stanisławowskiego do Generalnego Gubernatorstwa jako tzw. Dystrykt Galicja.
Po dwóch falach masowych aresztowań przez Gestapo działaczy OUN-B (w lipcu, a następnie od września do grudnia 1941), OUN-B starała się obsadzić swoimi ludźmi urzędy, organizacje i przedsiębiorstwa. Po rozpoczęciu likwidacji gett i masowej zagłady ludności żydowskiej w Dystrykcie Galicja (początek 1942), Ukraińska Policja Pomocnicza współdziałała z SS i policją niemiecką przy obławach w gettach i konwojowaniu Żydów do załadunku przy transportach do obozów śmierci (głównie Belzec) lub miejsc egzekucji, również niejednokrotnie uczestnicząc w egzekucjach. W Holocauście zostało zamordowanych przez aparat przemocy III Rzeszy około 150 tys. Żydów na Wołyniu i 455 tys. w województwach lwowskim, tarnopolskim i stanisławowskim. Ludobójstwo dokonane publicznie przez niemieckiego okupanta na Żydach, było kolejnym – po masowych deportacjach, aresztowaniach i masowych morderstwach ludności Kresów Wschodnich dokonanych również publicznie w okresie okupacji sowieckiej 1939–1941 przez NKWD – dowodem na amoralność i „skuteczność” masowych prześladowań i zbrodni dokonywanych instytucjonalnie przez państwa-okupantów i skierowanych przeciw całym grupom narodowościowym lub społecznym. Stwarzało to w konsekwencji klimat społecznej obojętności dla przemocy, zbrodni i wreszcie zbrodni na skalę masową – ludobójstwa. Zdaniem szeregu autorów (T. Snydera, J.P. Himki, P. Rudlinga, E. Siemaszko, W. Filara, Cz. Partacza, G. Motyki) Zagłada Żydów stała się dla ukraińskich nacjonalistów zachętą do usunięcia Polaków.

### Rzeź wołyńska
W 1943 r. OUN-B i Ukraińska Powstańcza Armia (przy aktywnym, częstym wsparciu miejscowej ludności ukraińskiej) rozpoczęły na Wołyniu (włączonym wówczas do Komisariatu Rzeszy Ukraina) tzw. rzeź wołyńską – masową zbrodnię o znamionach ludobójstwa na Polakach. Jej kulminacja przypadła na 11 lipca 1943, niedługo po wydaniu przez Dmytra Klaczkiwskiego tajnej dyrektywy dowództwa UPA-„Piwnicz” w sprawie przeprowadzenia wielkiej akcji likwidacji polskiej ludności męskiej w wieku od 16 do 60 lat. W efekcie na Wołyniu zostało zamordowanych około 60 tys. Polaków, większość polskiej ludności uciekła z zagrożonych terenów wiejskich do miast, gdzie stacjonowały garnizony niemieckie, lub została wywieziona na roboty przymusowe do Rzeszy. Ludność polska na Wołyniu przetrwała jedynie w miastach oraz w kilku silnie bronionych bazach samoobrony (m.in. Przebraże). W tym czasie – do końca 1943 r. sąsiadujące z Wołyniem tereny województw lwowskiego i tarnopolskiego a także położonego dalej na południe województwa stanisławowskiego, pozostawały bardziej spokojne.

Wiarygodnie brzmi hipoteza Grzegorza Motyki, że przynajmniej w części przypadków tak krwawy przebieg akcji był zamierzony, mordy bowiem miały przerazić Polaków, uniemożliwić im stworzenie efektywnej samoobrony i zmusić Ukraińców do walki do upadłego, bez możliwości odwrotu. Zdaje się to potwierdzać informacja zamieszczona w jednym ze sprawozdań podziemia polskiego, że ulotki wzywające do opuszczenia Wołynia pojawiły się tylko w powiecie dubieńskim i krzemienieckim.

## Decyzja i rozkazy OUN oraz UPA o eksterminacji Polaków

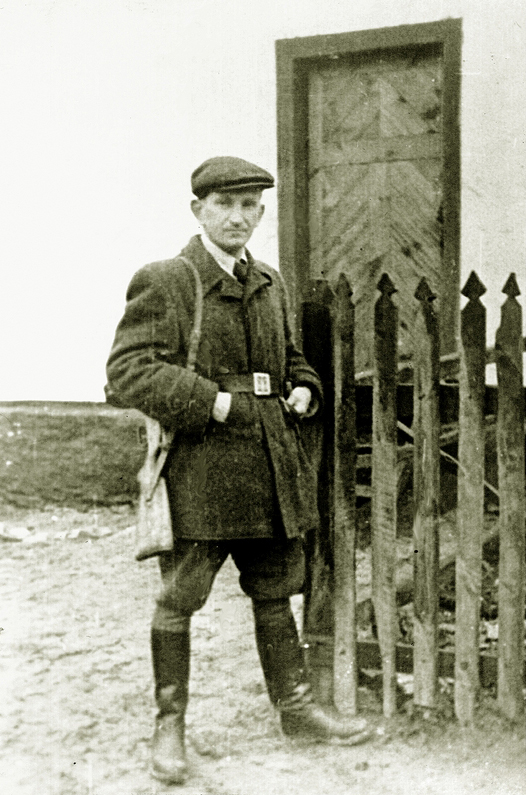
Roman Szuchewycz, listopad 1943

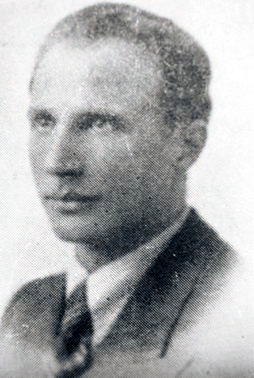
Wasyl Sydor

W sierpniu 1943 r. na III zjeździe OUN(B) delegacja wołyńska, krytykowana przez Mykołę Łebedia i Mychajła Stepaniaka za „bandyckie działania przeciwko polskiej ludności”, zaproponowała ze swej strony powtórzenie rzezi z Wołynia w województwach lwowskim, tarnopolskim i stanisławowskim. Choć „w oficjalnych uchwałach kongresu nie zostało to odzwierciedlone”, zjazd usprawiedliwił wbrew krytyce działania UPA na Wołyniu, które zostały poparte przez całe Biuro Prowodu (Dmytro Majiwśkyj, Zynowij Matła, Roman Szuchewycz). Zdaniem Grzegorza Motyki zjazd podjął decyzję o wymordowaniu ludności polskiej w Galicji Wschodniej lub też, co bardziej prawdopodobne, pozostawił decyzję dowódcy UPA Romanowi Szuchewyczowi. Decyzje o rozpoczęciu „antypolskiej akcji” zapadły w grudniu 1943 r. Motywem decyzji było przekonanie o nieuchronności konfliktu polsko-ukraińskiego o sporne ziemie po zakończeniu wojny i rozstrzygnięcie ich statusu terytorialnego przez międzynarodową konferencję pokojową, analogicznie do sytuacji po zakończeniu I wojny światowej. Aby uniemożliwić ewentualne plebiscyty ludności na terenach etnicznie mieszanych, zdecydowano się usunąć polską ludność z tych ziem.
W grudniu dokonano reorganizacji w siłach zbrojnych OUN-B: podjęto decyzję o przekształceniu UNS w UPA. Komendantem Głównym UPA został Szuchewycz, Dmytro Klaczkiwski objął dowództwo sił UPA na Wołyniu, a Wasyl Sydor ps. „Szełest” - na obszarze województw lwowskiego, tarnopolskiego i stanisławowskiego.
Najpóźniej w marcu 1944 r. Główne Dowództwo UPA wydało rozkaz wypędzania od kwietnia Polaków z terenów województw lwowskiego, tarnopolskiego i stanisławowskiego pod groźbą śmierci. W razie pozostania Polaków na miejscu polskich mężczyzn miano zabijać, a chaty i majątek palić. W praktyce ograniczenie to najczęściej nie było w ogóle przestrzegane i oddziały UPA mordowały także kobiety i dzieci, nieznany jest przypadek choćby upomnienia któregoś członka UPA z tego powodu. W przypadku województw lwowskiego, tarnopolskiego i stanisławowskiego masakry były z reguły poprzedzone zastraszaniem i wezwaniami do opuszczenia miejsca zamieszkania przez Polaków pod groźbą śmierci. Wiele polskich rodzin zamieszkałych na tych terenach nie podporządkowało się tego typu wezwaniom, gdyż oznaczałoby to bezpowrotną utratę domostw i życiowego dorobku.
10 lipca 1944 Wasyl Sydor wydał rozkaz:

Rozkazuję nieustannie uderzać w Polaków aż do wyniszczenia ich do ostatniego z tych ziem. Kolejność antypolskich akcji: a) niszczenie siły bojowej wroga, b) aktywiści i agenci, c) akcje odwetowe. Formy: a) wspólna akcja oddziałów na skupiska Polaków, b) akcja niepokojąca pododdziałów, patroli itd. Tak jak poprzednio nie wolno likwidować kobiet i dzieci. W niektórych przypadkach wezwać Polaków do terminowego opuszczenia ziem ukraińskich

Również w lipcu 1944 r. na zjeździe Ukraińskiej Głównej Rady Wyzwoleńczej dowódca UPA Roman Szuchewycz „Taras Czuprynka” przyznał, iż na Wołyniu miała miejsce „likwidacja ludności polskiej (...), która zakończyła się latem 1943 r.”, a w Galicji „dowództwo UPA wydało rozkaz wysiedlenia Polaków, jeśli sami się nie przesiedlą. Ataki są kontynuowane”. I dodał: „Tworzymy dla siebie wygodne pozycje, których nie można osiągnąć przy zielonych stołach [rozmów]. Nie damy siebie okłamać. Ukraińskie masy w naszych rękach”.

## Mordy w województwach lwowskim, tarnopolskim i stanisławowskim

### Początki akcji przeciwko Polakom
Od połowy 1943 r. zaczęły narastać wśród Ukraińców zamieszkujących tereny województw lwowskiego, tarnopolskiego i stanisławowskiego nastroje antypolskie i oddolny nacisk na przeprowadzenie depolonizacji tych ziem. Wstępem do niej była fala pojedynczych zabójstw, często osób o znaczącej pozycji w społeczności polskiej – przedstawicieli inteligencji, byłych wojskowych i policjantów, księży, leśników.
We wrześniu 1943 r. sytuacja uległa dalszemu pogorszeniu. Powszechne stały się morderstwa całych rodzin, nierzadko przeprowadzane ze szczególnym okrucieństwem. Zaczęło dochodzić do mordów masowych, większość z nich była udziałem oddziałów UPA atakujących z terenu Wołynia. Jedną z pierwszych miejscowości zaatakowanych przez UPA była Netreba, położona niedaleko strzeżonej przez niemiecki Grenzschutz granicy Generalnego Gubernatorstwa z Komisariatem Rzeszy Ukraina. 8 października 1943 r. przed całkowitym zniszczeniem wieś uratował oddział Grenzschutzu. Zginęło 17 Polaków. W wigilię, w Kruhowie w powiecie złoczowskim, upowcy udający kolędników zabili piętnastu Polaków, w tym dowódcę samoobrony oraz dwóch Ukraińców. W sumie w różnych napadach OUN w 1943 r. zginęło według różnych źródeł 1000; 2000 lub blisko 3000 osób.
Ukraińskie podziemie zwalczało szczególnie Polaków w służbie leśnej, których traktowało jako przeszkodę w opanowaniu lasów. Na początku 1944 r. w sumie zostało zamordowanych 73 leśniczych i gajowych z żonami i dziećmi. Następny napad na leśniczówki miał miejsce nocą z 3 na 4 lutego 1944 r. w powiatach brodzkim, kamioneckim i sokalskim, gdy jednocześnie zaatakowano w 120 miejscach.
W nocy z 15 na 16 stycznia 1944 r. napadnięto Markową w powiecie podhajeckim. Mimo że sprawcy byli uzbrojeni w broń palną, mordowali siekierami. Zginęło 55 osób, w tym ks. Mikołaj Ferenc. 22 stycznia o godz. 19.00 około stu upowców przybyło saniami do wsi Buszcze (powiat brzeżański). Napastnicy rozeszli się grupami po domach i mordowali mieszkańców, zginęły 23 osoby, trzynaście było rannych.

### Kulminacja mordów

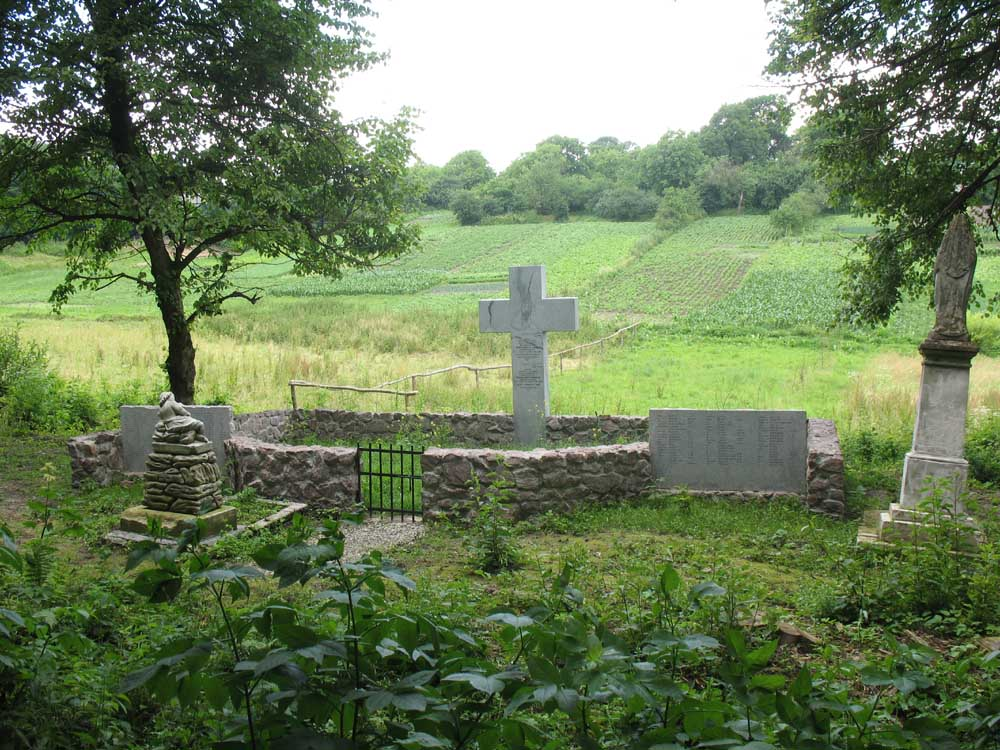
Mogiła pomordowanych Polaków w Berezowicy Małej

W lutym 1944 Armia Czerwona spychająca wojska niemieckie na zachód dotarła do Zbrucza – granicy II Rzeczypospolitej. Był to czynnik, który w głównej mierze zadecydował o rozpoczęciu masowej eksterminacji. Lwowska AK przechwyciła w tym czasie rozkaz UPA nakazujący:

Wobec postępów bolszewików na froncie wschodnim, należy przyspieszyć likwidację elementu polskiego. Akcję wytępienia przeprowadzić należy na zasadach następujących: Wsie polskie mają być palone, ich zaś ludność wycinana w pień....... Napady na miasta nastąpią w biały dzień, nie zaś w nocy. We wsiach mieszanych należy likwidować samą ludność polską, zagrody natomiast palić tylko w takich wypadkach, jeśli są one o 15 metrów i gdy w ogóle nie grozi przerzucenie się ognia na sąsiednie budynki ukraińskie. Ludność ukraińska otrzyma wskazówki co do miejsca, gdzie ma się zgrupować w czasie trwania napadu..., rozkaz poleca za każdego Ukraińca zamordowanego czy to przez Polaków, czy też Niemców stracić 100 (stu) Polaków”

Od lutego liczba napadów zaczęła lawinowo rosnąć, zwłaszcza w powiecie rohatyńskim województwa stanisławowskiego: w Słobódce Bołszowieckiej zabito 19 osób, w Firlejowie 75 osób, we Fradze 33 Polaków. Eskalacja miała miejsce również w województwie tarnopolskim, gdzie zamordowano: w Horodnicy 11 osób, w Czyżowie 20 osób, w Bokowie 60 osób, w Słobódce Wasylkowieckiej 8 osób, gdzie bestialsko mordowano nawet niemowlęta, w Burkanowie 15 osób, w Hadyńkowicach 15 osób, a w Wasylkowie 30. 2 lutego 1944 kilkuset upowców zaatakowało Hanaczów w powiecie przemyślańskim, zabijając 63 osoby i raniąc około stu. W nocy z 22 na 23 lutego oddział UPA przybyły z Wołynia zabił 131 Polaków w Berezowicy Małej koło Zbaraża.

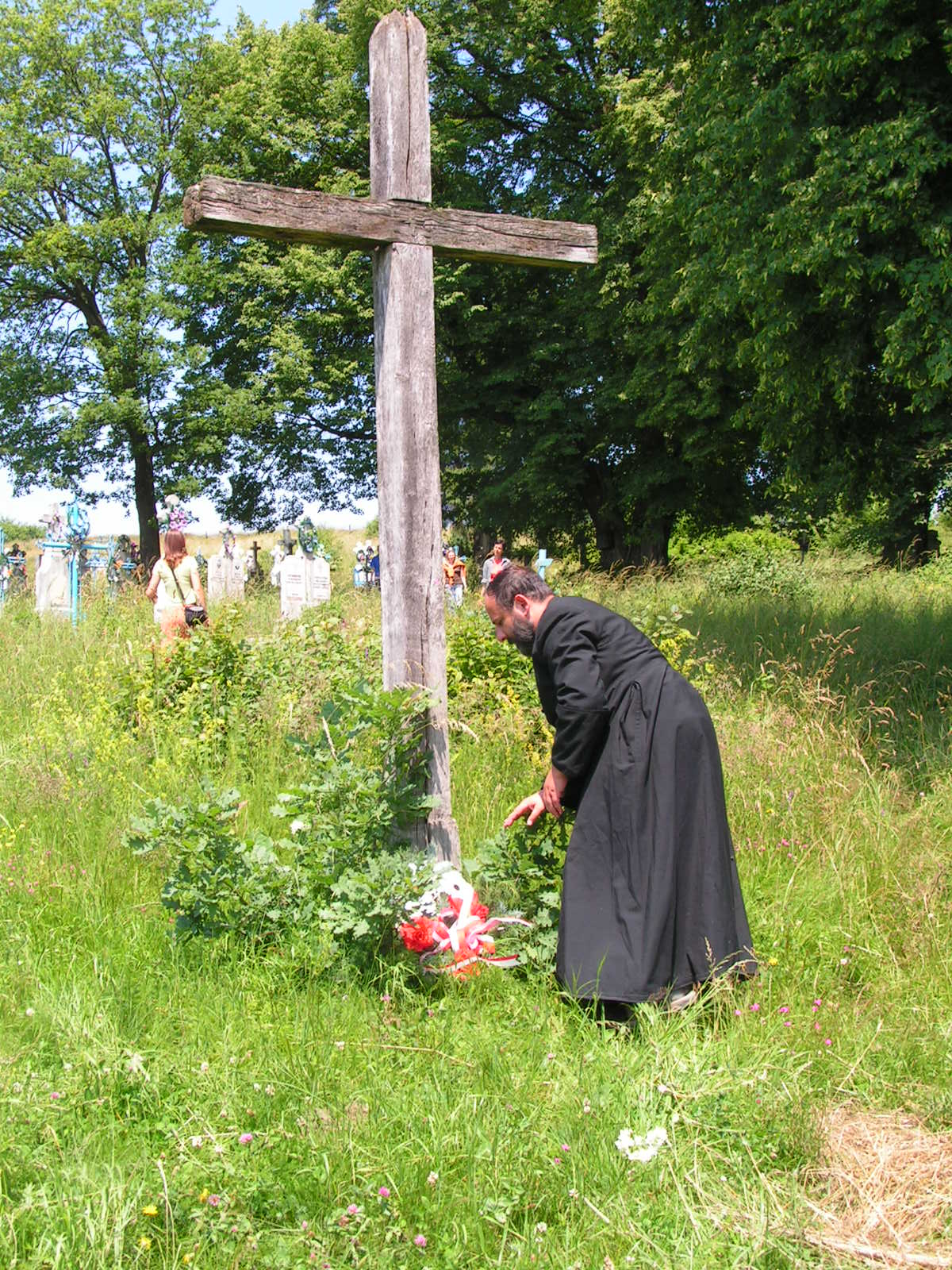
Ks. Tadeusz Isakowicz-Zaleski składa kwiaty na zbiorowej mogile Polaków zamordowanych w Korościatynie

28 lutego UPA zaatakowała Korościatyn wraz ze stacją kolejową, gdzie siekierami zamordowano urzędników kolejowych z rodzinami oraz podróżnych. W tym samym czasie zaskoczeni Polacy byli zabijani również we wsi. Dopiero przybyła z Puźnik odsiecz polskiego oddziału partyzanckiego powstrzymała rozlew krwi. Zginęło 156 osób. Według ks. Isakowicza-Zaleskiego w napadzie uczestniczyła też miejscowa ludność ukraińska, a dużą rolę w uratowaniu miejscowych odegrała samoobrona, która po początkowym zaskoczeniu stawiła opór.
Najpóźniej w marcu Główne Dowództwo UPA wydało rozkaz wypędzenia Polaków. Członkowie OUN(B) służący w ukraińskiej policji pomocniczej mieli doprowadzić do dezercji do partyzantki policjantów. Wraz z UPA do walki rzucono Służbę Bezpieki OUN.
W marcu 1944 ataki na polskie wsie były kontynuowane. 9 marca 1944 r. w Szerokim Polu spalono 24 domy i zabito 58 osób (według Sz. Siekierki 110 osób). Również w marcu UPA czterokrotnie napadała na wieś Huta Wierchobuzka, gdzie zginęło około 100 mieszkańców, pozostali przy życiu ewakuowali się. W nocy z 24 na 25 marca w Białych zamordowano 80 osób. W nocy z 30 na 31 marca 102 osoby zginęły w Szeszorach, a 28 marca 140 osób w Wołczkowie. W bestialski sposób – rozpruwając brzuchy, obcinając głowy – rozprawiono się ze 112 Polakami w Płauczy Wielkiej. Fala ataków zaczęła przesuwać się na zachód, na tereny województwa lwowskiego. 25 marca sotnia „Jahody”, współdziałając z ukraińską policją pomocniczą, zamordowała 141 Polaków w Wasylowie (pow. Rawa Ruska). 104 osoby zginęły także w Bełzie (pow. Sokal), gdy oddziały UPA wycofujące się z Wołynia napadły na miasteczko.
W kwietniu liczba ataków na Polaków jeszcze wzrosła. Sotnia Hajdamaki wraz z bojówką OUN napadły na kolonię Ziemianka, paląc 52 gospodarstwa i zabijając 40 Polaków, a dwa dni później, 4 kwietnia, te same siły zaatakowały kilka kolonii polskich koło Perkozów. W powiecie kamioneckim woj. tarnopolskiego zniszczono: Berebeki (zginęło 16 osób), Turki (zginęło 15 osób), Strychankę (zginęło 5 osób), Lisko (zginęło 18 Polaków), Jazienicę Polską (zginęło 16 osób), Horpin (zginęło 31 osób) w powiecie stryjskim woj. stanisławowskiego zabito kilka polskich rodzin w Żulinie. W powiecie żółkiewskim UPA napadła na wsie: Fujna, Wola Wysocka, Wiązowa, Lipina, Janówka, Majdanek, Dziebułki, Żuzy, Macoszyn, Skwarzawa, Mosty i Zameczek. 7 kwietnia 1944 r. pododdział SS-Galizien lub dezerterzy z tej jednostki zamordowali 22 osoby we wsi Chatki.
Zdaniem Grzegorza Motyki kulminacja rzezi nastąpiła w Wielkim Tygodniu. W noc wielkanocną z 9 na 10 kwietnia przystąpiono do mordów na froncie od Hanaczowa na północy aż po wsie na południu woj. stanisławowskiego. W Tomaszowcach spalono trzysta gospodarstw i zabito 40 Polaków, spalono Pniaki, Sokołów, Zady. 12 kwietnia okrutnie rozprawiono się z około 100 Polakami w Hucisku. W kwietniu 1944 r. liczba ofiar wyniosła 8 tys. osób.
W następnych miesiącach akcję kontynuowano, bojówka SB OUN spaliła Kupcze, mordując 17 Polaków, 22 maja UPA napadła Bryńce Zagórne, gdzie okrutnie zamordowano od 120 do 145 osób. Głośnym echem odbiło się wymordowanie 16 czerwca przez sotnię „Jastruba” polskich pasażerów pociągu w okolicach Zatyla. W czerwcu w powiecie rudeckim spalono 6 polskich wsi, w nocy z 16 na 17 lipca zginęło 52 Polaków we wsi Krasne. 19 sierpnia 1944 r. SB OUN spaliła wieś Grabowa wraz z 10 osobami. Próbowano także atakować miasta: Dolinę, Busk, Łopatyn, Komarno, Chyrów.

### Współdziałanie różnych formacji ukraińskich podczas rzezi

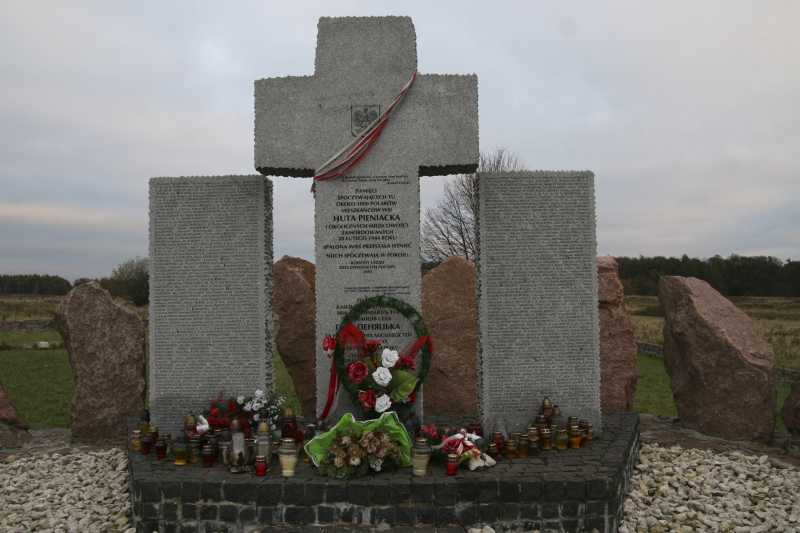
Pomnik Polaków pomordowanych w Hucie Pieniackiej. Krzyż z kamiennymi tablicami, na których wyryto nazwiska ofiar zbrodni

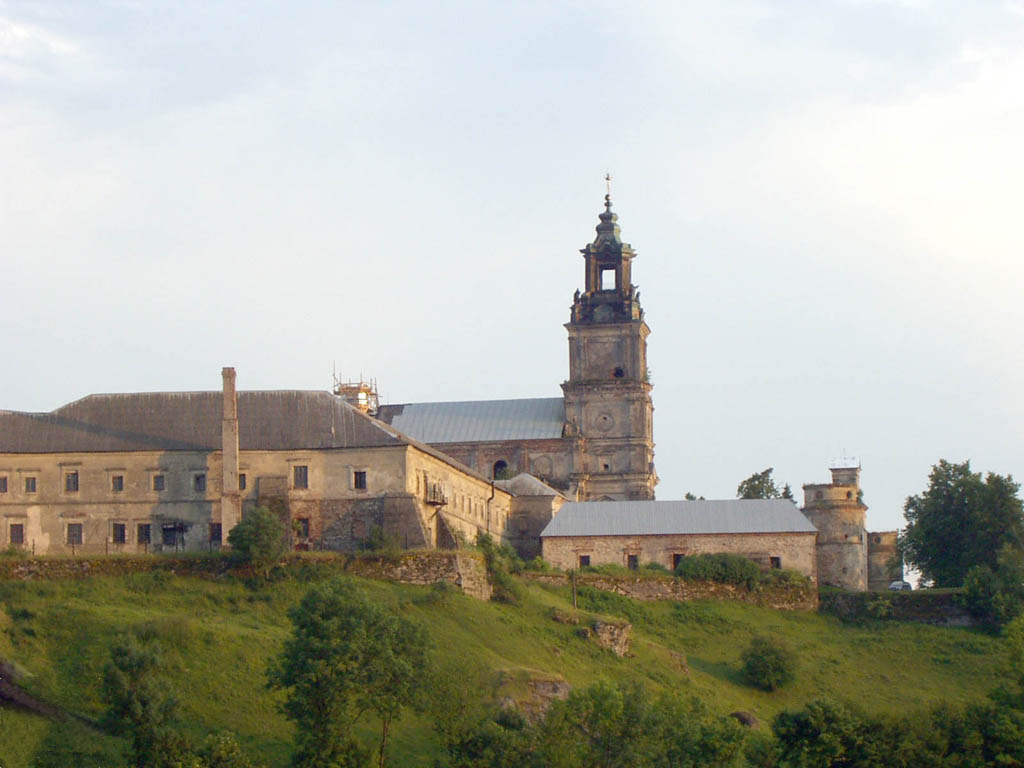
Współczesny widok klasztoru w Podkamieniu

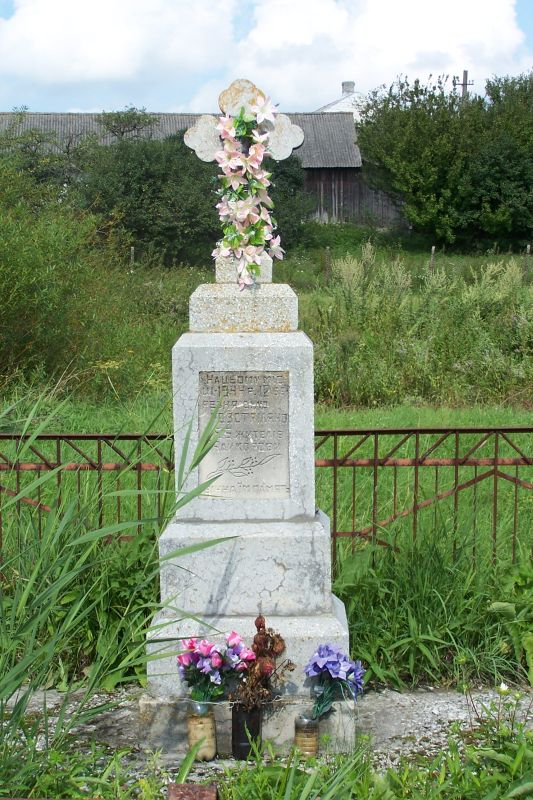
Pomnik pomordowanych Polaków w Palikrowach. Na krzyżu napis w języku ukraińskim: W tym miejscu 12 marca 1944 r. zostało rozstrzelanych 365 mieszkańców Palikrów. Wieczna im pamięć

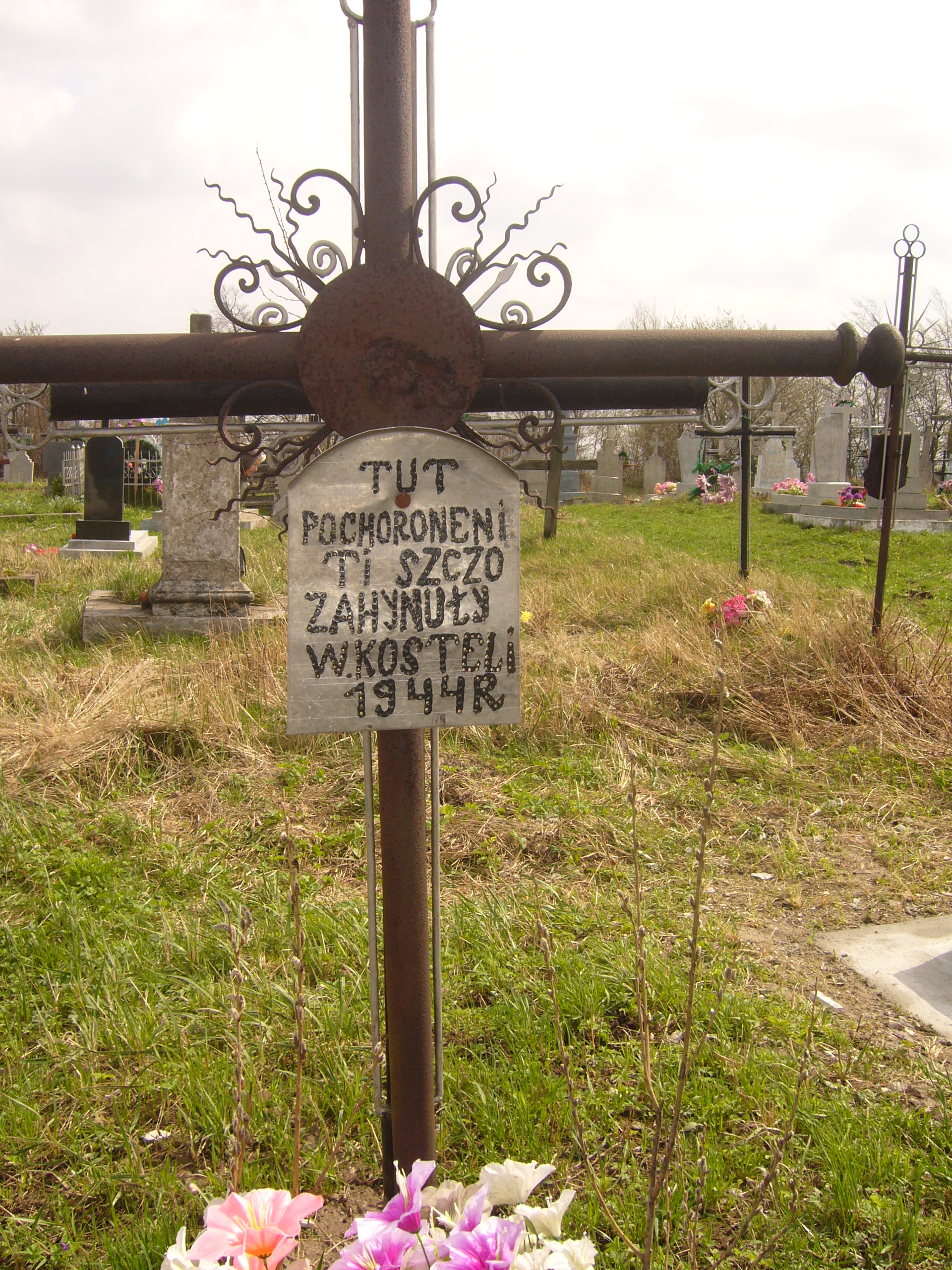
Krzyż na mogile ofiar zbrodni w Podkamieniu z napisem w j. ukraińskim:
Tu są pochowani ci, którzy zginęli w kościele w 1944 r.

Na początku 1944 r. na tereny województw lwowskiego, tarnopolskiego i stanisławowskiego został skierowany złożony z Ukraińców 4 Pułk Policji SS. Kierownictwo OUN szybko zauważyło możliwość wykorzystania pułku do własnych celów. 29 lutego prowidnyk okręgu OUN, „Zbój” we wskazówkach dla sztabu UPA pisał:

Na tereny Zachodnioukraińskich Ziem (ZUZ) przybyły małe jednostki SS-Galizien. Na podstawie pewnych wiadomości i przemówień Ottona Wachtera [...] można domyślać się, iż władza użyje dywizji SS-Galizien do walki z partyzantami na ZUZ. W związku z tym poleca się: a) nawiązać ścisły i dobry kontakt z oddziałami Dywizji [...], c) wykorzystać dywizję SS-Galizien do walki partyzantką bolszewicką i z polskimi bandami na ziemiach ukraińskich

23 lutego 1944 w Hucie Pieniackiej pojawił się patrol 4 pułku policji SS. Doszło do potyczki z oddziałem samoobrony wspartym przez 2 pluton AK z Huty Wierchobuzkiej (Polacy sądzili, że mają do czynienia z przebranymi upowcami). Przed całkowitym rozbiciem oddział SS uchroniła sotnia UPA „Siromanci”, która zaatakowała Polaków z flanki. 28 lutego 1944 żołnierze 4 pułku policji SS, wraz z okolicznym oddziałem UPA i oddziałem paramilitarnym składającym się z nacjonalistów ukraińskich, pod dowództwem Włodzimierza Czerniawskiego dokonali pacyfikacji polskiej ludności cywilnej. Mieszkańców wsi zapędzono do szop i żywcem spalono. Śmierć poniosło od 600 do 1500 osób.
Kureń UPA dowodzony przez Maksa Skorupśkiego ps. „Maks” 12 marca 1944, przy współdziałaniu żołnierzy tego samego 4 pułku policji SS, dokonał napadu na Podkamień i pobliskie Palikrowy. W Palikrowach rozstrzelano 365 bezbronnych Polaków, w Podkamieniu grupka samoobrony ochraniająca dużą grupę kobiet i dzieci stawiła opór w klasztorze. Został on jednak zdobyty, a ukrywający się, którzy nie zdołali uciec, zamordowani. Napastnicy przebywali w okolicy aż do 16 marca 1944, wyszukując i zabijając ukrywających się cywilów. Tego dnia UPA wycofała się z powodu zbliżania się Armii Czerwonej.
W Chodaczkowie Wielkim samoobrona na początku 1944 r. trzykrotnie udaremniła upowski napad na wieś. Była jednak bezradna wobec pododdziału SS-Galizien, który w kwietniu 1944 r. wtargnął do wsi. Napastnicy podpalali domy i zabudowania gospodarcze, wrzucali granaty do budynków i piwnic. Uciekający byli wrzucani do płonących domów. Zginęło od 250 do ponad 850 osób, niemal cała wieś spłonęła z wyjątkiem kościoła i plebanii oraz budynków położonych blisko domów Ukraińców. Istnieją poszlaki wskazujące na uzgodnienie tej akcji z oddziałami terenowymi OUN i UPA.

### Polska samoobrona
Wieści napływające z Wołynia, późniejszy niż na Wołyniu moment rozpoczęcia ludobójstwa i większy procent polskiej ludności zamieszkującej te tereny spowodowały, że na terenie województw lwowskiego, tarnopolskiego i stanisławowskiego powstały liczne ośrodki samoobrony. Szczególnie bezpiecznie było w najbliższej okolicy Lwowa, centrum polskiego ruchu oporu na tych terenach. Do większych baz samoobrony należały:
- Województwo tarnopolskie
  - Berezowica Mała – samoobrona została zaskoczona i nie ochroniła wsi
  - Budzanów
  - Boryczówka
  - Budki Nieznanowskie – w marcu 1944 r. samoobrona skutecznie odparła ataki bojówek UPA
  - Chodaczków Wielki – samoobrona odparła trzy ataki UPA, ale była bezradna wobec pododdziału SS-Galizien
  - Czerwonogród-Nagórzany-Nyrków
  - Dobrowody i Kowalówka
  - Hanaczów
  - Hrycowce-Kretowce-Jacowce – kilkakrotnie odparto ataki banderowców
  - Huta Pieniacka – zniszczona przez 4 pułk policji i UPA
  - Huta Wierchobuzka – samoobrona nie zdołała zapobiec napadowi UPA
  - Jazłowiec
  - Kaczanówka
  - Korościatyn – samoobrona została zaskoczona, lecz dzięki stawionemu oporowi ocalała większość mieszkańców
  - Kosów i Chomiakówka
  - Maziarnia Wawrzkowa-Grabowa-Huta Połoniecka
  - Panasówka – zbyt słabe uzbrojenie i brak pomocy spowodowały, że obrona wsi nie powiodła się
  - Pawłów
  - Podkamień – po jednym dniu obrona została przełamana
  - Tiutków
  - Trościaniec Wielki – dobrze zorganizowana i uzbrojona samoobrona
  - Wicyń – dobrze zorganizowana i umocniona wieś, która odparła ataki UPA. Dopiero pododdział SS-Galizien zdobył wieś, a Niemcy aresztowali 200 mieszkańców

- Województwo stanisławowskie
  - Antoniówka
  - Bednarówka
  - Bitków
  - Chromohorb
  - Dubowce
  - Korczunek
  - Łukowiec
  - Meducha
  - Mizuń
  - Św. Józef
  - Tyszkowce
- Województwo lwowskie
  - Biłka Królewska i Biłka Szlachecka – położone blisko Lwowa, w skład samoobrony miejscowości wchodziły częściowo oddziały AK. Obie miejscowości były otoczone rowami strzeleckimi i wartowniami. Od marca do czerwca 1944 samoobrona Biłek składająca się z 16 plutonów odparła 4 ataki UPA.
  - Brzozdowce – silna samoobrona, która odstraszyła napastników
  - Dynów – silna samoobrona pod kierownictwem AK
  - Laszki
  - Nozdrzec
  - Terka
  - Ustrzyki Dolne

Do największych walk polskiej samoobrony z UPA doszło w Hanaczowie położonym w powiecie przemyślańskim. Już od początku 1943 r. dowództwo AK wyznaczyło warty, których zadaniem była obserwacja banderowców. W tamtym czasie wieś liczyła ok. 3000 mieszkańców, w tym około 1000 uchodźców z Wołynia. 2 lutego 1944 silna hanaczowska samoobrona z trudem odparła atak UPA. Banderowcy spalili 70 gospodarstw, zabili według raportu AK 63 osoby. Po napadzie przystąpiono do budowy umocnień i tworzenia „trójkąta obronnego” (kościół-szkoła-klasztor). 9 kwietnia UPA ponownie zaatakowała Hanaczów. Szturm został odparty kosztem 66 zabitych (wliczając ludność cywilną). Mimo zwycięstwa znaczna część wsi uległa spaleniu.
Po tym napadzie przez cały kwiecień trwała ewakuacja hanaczowian do innych miejscowości. Na początku maja 1944 r. we wsi zostało ok. 60 obrońców oraz 110–140 cywilów, którzy nie mogli bądź nie chcieli jej opuścić. Hanaczowscy akowcy nie ograniczali się do samoobrony, przeprowadzali również antyniemieckie akcje dywersyjne, co sprowadziło 2 maja 1944 na wieś pacyfikację przeprowadzoną przez dwie kompanie SS, żandarmerię i gestapo z 3 czołgami, działami i granatnikami. Wobec takiej przewagi wroga akowcy ograniczyli się do prób przebicia z okrążenia lub ukrycia w zamaskowanych bunkrach. Zginęło 16 polskich żołnierzy i ok. 30 cywilów, wieś została całkowicie zniszczona.
Silny ośrodek polskiej samoobrony obejmujący kilkanaście wsi powstał pod koniec 1943 roku w północno-zachodniej części województwa tarnopolskiego, w oparciu o "trójkąt" Maziarnia Wawrzkowa- Grabowa-Huta Połoniecka. Broniły go trzy kompanie samoobrony oraz odwodowy oddział partyzancki AK. Ośrodek został całkowicie zniszczony w kwietniu-maju 1944 roku przez współpracujące ze sobą jednostki niemieckie i UPA.

### Druga okupacja sowiecka (1944–1945)
Wraz z wkroczeniem Armii Czerwonej w granice II RP polska partyzantka przeprowadziła akcję „Burza”. Choć nie spełniła ona założonego celu, to udowodniła, że w razie polsko-ukraińskiego konfliktu AK byłaby w stanie obronić Lwów i inne duże miasta przed UPA. A zatem działania UPA skierowane przeciwko Polakom nie przyniosły taktycznego sukcesu, ale wyłącznie spustoszenie wśród polskiej ludności.
Sowieci, w przeciwieństwie do Niemców, nie tolerowali autonomicznych samoobron. Dlatego Polacy wstępowali do organizowanych przez władze sowieckie istriebitielnych batalionów, czasem byli do tego zmuszani. IB były częścią wojsk NKWD i brały udział w obronie wsi przed UPA, operacjach bojowych przeciwko UPA, aresztowaniach i pacyfikacjach ukraińskich wsi przez wojska NKWD. Szacunkowa liczba Polaków w Istriebitielnych Batalionach to 23 tys. osób. Z czasem Sowieci pozbywali się Polaków, wysyłając ich z rodzinami do Polski.
Dowództwo UPA od czerwca 1944 r. starało się powstrzymać zabijanie kobiet i dzieci. Wydano odpowiednie rozkazy, nie zawsze były one jednak przestrzegane. We wrześniu 1944 zdecydowano się wstrzymać antypolskie akcje w województwach lwowskim, tarnopolskim i stanisławowskim, jednak już na przełomie 1944/1945 r. wzmogły się one z nową siłą, szczególnie na terenach woj. tarnopolskiego. Wzięły w nich udział sotnie:
- Burłaky, dowódca „Czornyj”
- Rubaczi, dowódca „Hamalija”
- Siromanci, dowódca „Kosacz”
- Hajdamaky, dowódca „Jasmin”
- Lisowyky, dowódca „Kruk”
- Rybołowci, dowódca „Łewko”
- Chołodnojarci, dowódca „Owocz”
- Siri Wowky, dowódca „Chmeł”
- Czarnomorci, dowódca „Rostysław”

W sumie oddziały liczyły około tysiąca osób plus bojówki SB OUN i SKW.
23 października 1944 zamordowano 58 Polaków i 14 Ukraińców we wsi Trójca. 23 listopada napadnięto na Sorock. Był to odwet za zniszczenie przez oddział IB bojówki upowskiej, która w latach 1941–1944 zabiła 20 Polaków, 4 Żydów i 3 czerwonoarmistów. W zasadzce zginęło kilku żołnierzy IB, a w wiosce rozstrzelano kilkadziesiąt osób. 21–22 grudnia zaatakowano jednocześnie 3 wsie: Zawadówkę, Korzową i Toustobaby, zabito odpowiednio 47 i 15 cywili, a w Toustobabach 82 Polaków, w tym szesnastu broniących wsi polskich istriebków. Po napadzie wyruszyli oni w pościg zakończony schwytaniem 40 upowców, w tym 2 dowódców kompanii, których powieszono.
Szczególnie okrutnym napadem był mord w wigilię w Ihrowicy. Sotnia „Burłaky” obległa posterunek IB i jednocześnie zaatakowała wieś. Polacy, którzy zasiadali właśnie do wigilijnej wieczerzy, byli mordowani siekierami i nożami. Duża część mieszkańców uratowała się dzięki ks. Stanisławowi Szczepankiewiczowi, który zaalarmował wieś dźwiękiem sygnaturki. Swój czyn przypłacił życiem. Zginęło 89 Polaków.
Ta sama sotnia w nocy z 28 na 29 grudnia uderzyła na Łozową. Upowcy otoczyli wieś i podzieleni na małe grupy atakowali pojedyncze domy. Polacy stawili opór, a po kilku godzinach z odsieczą przybył oddział sowiecki. Mimo to zamordowano około 122 osób. W noc sylwestrową uderzono na Uhryńkowce, zabijając około 150 osób. 26 stycznia 1945 celem ataku była wieś Majdan w powiecie kopyczynieckim. Wszystkie zagrody zostały spalone, a Polacy, którzy schronili się w kościele, zarąbani siekierami. Zginęło 118 osób.
Nie wszystkie napady kończyły się sukcesem. 2 lutego 1945 atak kurenia czortkowskiego UPA pod dowództwem „Bystrego” został odparty przez IB we wsi Czerwonogród. Upowcy zdobyli wprawdzie zamek, ale Polacy zdołali odeprzeć ataki w Domu Ludowym i kościele. Zginęło około 50 Polaków. Ten sam kureń w nocy z 5 na 6 lutego zaatakował Barysz. Po zaciętej walce IB odparł napad. Po obu stronach mogło być po kilkudziesięciu zabitych, choć są także szacunki mówiące o 135 ofiarach wśród Polaków. W nocy z 12 na 13 lutego ten sam kureń wymordował około stu ludzi we wsi Puźniki.
Od wiosny 1945 r. mordy na Polakach w województwach lwowskim, tarnopolskim i stanisławowskim stawały się rzadsze. Główną tego przyczyną było masowe wysiedlanie Polaków. Do końca 1945 r. wyjechało ok. 800 tys. Polaków (na terenie USRR pozostało 150–250 tys.). Ciężar działań antypolskich UPA przeniosła na tereny obecnej Polski.

## Kościoły podczas mordów
Celem ataków w czasie mordów było także duchowieństwo rzymskokatolickie; uderzenie w nie miało przyczynić się do złamania ducha oporu Polaków. Spośród 805 kapłanów archidiecezji lwowskiej w czasie mordów zginęło 35 księży, zaś dalszych 16 ucierpiało w inny sposób. Kapłani greckokatoliccy reprezentowali różne postawy wobec działalności nacjonalistów ukraińskich. Znane są zarówno przypadki czynnej pomocy Polakom, jak i bezpośredniego wzywania do mordów. Ks. Tadeusz Isakowicz-Zaleski i ks. Józef Wołczański opisują po kilkanaście przypadków obydwu postaw. Zdaniem Grzegorza Motyki liczba księży ukraińskich biorących udział w mordach była marginalna (przy łącznej ilości 2298 księży greckokatolickich i 7 biskupów działających na obszarze województw lwowskiego, tarnopolskiego i stanisławowskiego), chociaż ks. J. Wołczański twierdzi, że oskarżenia wobec kapłanów greckokatolickich o działalność antypolską były o wiele częstsze.
Pragnąc zatrzymać falę napadów na Polaków, arcybiskup metropolita lwowski Bolesław Twardowski zwracał się wielokrotnie do arcybiskupa metropolity greckokatolickiego Andrzeja Szeptyckiego z prośbami o powstrzymanie zbrodni, aby w województwach lwowskim, tarnopolskim i stanisławowskim nie powtórzyły się wydarzenia z Wołynia. 30 lipca 1943 arcybiskup Twardowski skierował oficjalny list do metropolity Szeptyckiego w tej sprawie. List ten zapoczątkował wymianę korespondencji między obu hierarchami, trwającą do 8 marca 1944. Arcybiskup Szeptycki opublikował dwa listy pasterskie do wiernych i duchowieństwa (Nie zabijaj z 21.11.1942 r. i Posłanie do duchowieństwa i wiernych greckokatolickiej archidiecezji lwowskiej z 10.08.1943 r., a także w końcu 1943 specjalny list pasterski Mir o Hospodi (Pro wbiwannja swiaszczennikiw) w sprawie mordów na kapłanach), ale w listach do abp. Twardowskiego twierdził, że eksterminację Polaków poprzedziły: „[...] bardzo liczne zabójstwa Ukraińców tylko dlatego, że byli Ukraińcami na Wołyniu, Lubelszczyźnie, Chełmszczyźnie i w okolicach Leżajska”. Ponadto wskazywał on, że mordy na Polakach to dzieło band dezerterów i osobistych porachunków. W związku z niedojściem do wzajemnego porozumienia, wspólny apel do wszystkich wiernych obu obrządków o zapobieżenie przelewowi krwi nie został wystosowany. Zniechęciło to arcybiskupa Twardowskiego do kontynuacji wymiany listów.
Równolegle z korespondencją z Szeptyckim metropolita Twardowski pisał do diecezjalnych biskupów greckokatolickich: Hryhoryja Chomyszyna i Jozafata Kocyłowskiego. Oni również wystosowali w sprawie listy pasterskie, wzywając wiernych do bezwzględnego przestrzegania przykazania Nie zabijaj. Arcybiskup metropolita Twardowski podjął również w marcu 1944, za pośrednictwem arcybiskupa metropolity krakowskiego Adama Sapiehy, próbę interwencji u generalnego gubernatora Hansa Franka, ale memoriał arcybiskupa Sapiehy do Hansa Franka z 27 marca 1944 nie przyniósł skutku.

## Polska odpowiedź na masowe mordy
Po rozpoczęciu masowych mordów przez UPA na łonie polskiego podziemia toczyła się dyskusja co do przyjęcia taktyki wobec Ukraińców. Endecy stali na stanowisku, że do walki należy rzucić wszelkie siły, nawet korzystając z niemieckiej pomocy. Zwyciężyła jednak koncepcja reprezentowana przez Jana Rzepeckiego, która zakładała jedynie samoobronę. Obawiano się, że intensywne działania przeciw UPA mogłyby zostać wykorzystane politycznie przez Sowietów do postawienia zarzutu unikania walki z Niemcami. W Okręgu Tarnopol AK dokonywanie akcji odwetowych zostało surowo zakazane.
Polacy nie zawsze ograniczali się do obrony. Podobnie jak UPA rozpowszechniano ulotki z żądaniem wyjazdu Ukraińców, oraz zdarzały się przypadki zbrodni na Ukraińcach. 8 marca 1944 w napadzie na wieś Błyszczywody zastrzelono kilkunastu Ukraińców. W tym samym miesiącu lwowscy żołnierze Kedywu zastrzelili w Sorokach 17 osób i miejscowego księdza greckokatolickiego z rodziną. W leżącej niedaleko leśniczówce zabito 6 osób, a w Gniłej 9.
9 marca 1944 r. z Inspektoratu Południowego zostały wysłane dwie grupy Kedywu celem dokonania akcji odwetowych na Ukraińcach. W nocy z 15 na 16 marca zaatakowały one Chlebowice Świrskie, gdzie spalono 12 ukraińskich gospodarstw, zastrzelono 60 mieszkańców, w tym księdza greckokatolickiego. 20 marca zaatakowano również Czerepin. W Łopusznej zabito jadących po drewno 48 ukraińskich furmanów. W sumie w akcjach tych zginęło 130 Ukraińców. Odwet Kedywu spowodował chwilowe ustanie napadów UPA, jednak po powrocie oddziałów do Lwowa napady UPA w powiecie przemyślańskim jeszcze się nasiliły.
Negatywne doświadczenia z akcji odwetowych skłoniły lwowskie dowództwo AK do zmiany taktyki. Za priorytet uznano wzmocnienie obrony najdalej na wschód wysuniętego ośrodka polskiego w Okręgu, tj. Hanaczowa. Gdy zbrodnie UPA, szczególnie w pobliżu Lwowa, nie ustawały, lwowskie dowództwo AK postanowiło wznowić akcję odwetową. W nocy z 10 na 11 czerwca 1944 oddziały leśne AK w sile ok. 120 ludzi spaliły „w akcji odstraszającej”, po złamaniu oporu, ukraińską wieś Szołomyję w powiecie lwowskim (55 gospodarstw stanowiących 90% zabudowy wsi). Jednocześnie na żądanie AK ludność ukraińska opuściła wieś Dawidów.
Ogólna liczba Ukraińców – ofiar polskich akcji odwetowych na terenie województw lwowskiego (bez terenów Polski w obecnych granicach), tarnopolskiego i stanisławowskiego zamyka się w przedziale 1–5 tys. Zdaniem Grzegorza Motyki liczba ta jest bliższa 1 tys.
Grzegorz Motyka w swojej pracy Ukraińska partyzantka 1942–1960 stwierdził, że Armia Krajowa mogła przeprowadzić znacznie więcej działań odwetowych wobec ukraińskich nacjonalistów, jednak wstrzymała swoje rezerwy do walki z Niemcami i jako polityczny aspekt w konfrontacji z Sowietami.
Powstrzymywanie sił AK przed walką z UPA wywołało u polskiej ludności Kresów Wschodnich odczucia opuszczenia i pozostawienia własnemu losowi przez Polskie Państwo Podziemne oraz spowodowało próby szukania pomocy ze strony Niemców przez Polski Komitet Opiekuńczy. Zaczęto także upatrywać ocalenia w spodziewanym nadejściu rządów sowieckich.

## Epilog. Skutki mordów na Polakach

Linia Curzona i zmiany terytorium Polski, 1945

Akcja „Burza” na Kresach Wschodnich pokazała szczupłość polskich sił. Wprawdzie w walkach o Lwów wraz z Armią Czerwoną uczestniczyła Armia Krajowa, ale ta demonstracja siły wojskowej była zbyt mało znacząca i ograniczona do samego Lwowa. Żołnierze Armii Krajowej zostali po zdobyciu miasta aresztowani przez NKWD, a ZSRR nie dopuszczał istnienia administracji podległej Rządowi RP na uchodźstwie na terenach okupowanych przez Armię Czerwoną, ani nie dopuszczał dyskusji na temat przebiegu linii granicznej pomiędzy Polską z ZSRR, która zgodnie z ustaleniami konferencji w Teheranie miała przebiegać – za zgodą Wielkiej Brytanii i Stanów Zjednoczonych wzdłuż tzw. linii Curzona, na zachód od Lwowa, pozostawiając całość terytoriów województw: wileńskiego, nowogródzkiego, poleskiego, wołyńskiego, tarnopolskiego i stanisławowskiego, a także część województw lwowskiego i białostockiego w granicach ZSRR. Demonstracje polityczne dokonane przez Armię Krajową w czasie akcji „Burza” były w tej kwestii zignorowane przez mocarstwa wielkiej trójki. O ustaleniach konferencji w Teheranie, co do ostatecznego charakteru granicy sowiecko-polskiej premier RP Stanisław Mikołajczyk został poinformowany w październiku 1944 na konferencji w Moskwie, na którą został zaproszony.
Do konferencji pokojowej, ani do plebiscytów na obszarach etnicznie mieszanych nigdy nie doszło. W konsekwencji ustaleń konferencji jałtańskiej władzę w Polsce objął Tymczasowy Rząd Jedności Narodowej, podporządkowany ZSRR. Terytorium województw tarnopolskiego i stanisławowskiego oraz wschodnia część województwa lwowskiego zostały wcielone do ZSRR jako część USRR, przeprowadzono (w znacznej części przymusowo) wymianę ludności w oparciu o kryterium etniczne. Wydarzenia masowych mordów nie miały bezpośredniego wpływu ani na przebieg linii granicznej, ani na sytuację narodów polskiego i ukraińskiego w ramach struktur zdominowanej przez ZSRR w latach 1945–1989 Europy Środkowo-Wschodniej i narzuconego przez ZSRR społeczeństwom ustroju społeczno-politycznego – monopartyjnej dyktatury partii komunistycznej.
Po wyparciu przez Armię Czerwoną Wehrmachtu z Kresów Wschodnich, Sowieci przystąpili do ostatecznej depolonizacji Kresów. Na mocy porozumienia PKWN z ZSRR stopniowo aż do końca 1946 r. Polacy z tych terenów byli wysiedlani do Polski w obecnych jej granicach. Porozumienia pomiędzy PKWN a USRR i BSRR ustalające warunki przesiedleń zostały podpisane w Lublinie 9 września 1944. W sumie z terenów obecnej Ukrainy w ramach przymusowych wysiedleń ludności polskiej w latach 1944–1946 wysiedlono 772 564 osoby.
W komunikacie po zakończeniu konferencji jałtańskiej 11 lutego 1945 ujawniono podjętą na konferencji w Teheranie decyzję trzech mocarstw o wytyczeniu granicy sowiecko-polskiej wzdłuż tzw. linii Curzona, przy pozostawieniu Lwowa po stronie sowieckiej. Pomimo iż Polacy nie mogli mieć już wpływu na dążenia niepodległościowe Ukraińców, nadal dochodziło do aktów antypolskich, o czym świadczą wydarzenia z 1945 r. m.in. w Weleśniowie, gdzie spalono żywcem 46 mężczyzn podstępnie zabranych przez UPA pod pozorem rejestracji na wyjazd, czy w Czerwonogradzie napadniętym przez UPA w noc poprzedzającą ekspatriację, kiedy to zginęło 38 osób, a miejscowość została spalona.
Zdaniem Ewy Siemaszko organizacja mordów, ich przebieg, zasięg terytorialny i rozmiary, propagowana przy tym ideologia nacjonalistyczna nawołująca do wyniszczenia Polaków jako grupy narodowościowej niezbicie świadczą, że była to zamierzona i zorganizowana akcja fizycznej eksterminacji ludności polskiej – w świetle konwencji w sprawie zapobiegania i karania zbrodni ludobójstwa z 1948 r. kwalifikowana jako ludobójstwo, połączona z niszczeniem śladów kultury polskiej – domostw, kościołów i innych zabytków. Również zdaniem Grzegorza Motyki termin ludobójstwo dobrze oddaje kwalifikację prawną ówczesnych wydarzeń, gdyż Polacy ginęli tylko z powodu swojej narodowości. Poglądy te jednoznacznie potwierdza także prokurator Ryszard Gramza z krakowskiego IPN-u.

## Współczesność
W sprawie zbrodni popełnionych przez nacjonalistów ukraińskich w województwach tarnopolskim, stanisławowskim i lwowskim śledztwa prowadzi Oddziałowa Komisja Ścigania Zbrodni przeciwko Narodowi Polskiemu we Wrocławiu. Zbrodnie zostały zakwalifikowane prawnie jako ludobójstwo.
6 marca 2013 roku polski biskup rzymskokatolicki i arcybiskup metropolita lwowski Mieczysław Mokrzycki podczas 361. zebrania plenarnego Konferencji Episkopatu Polski w Warszawie poinformował pozostałych polskich biskupów, że planowany wspólny list pasterski Kościoła katolickiego obrządku łacińskiego i Kościoła greckokatolickiego w sprawie 70 rocznicy masowych mordów polskiej ludności cywilnej na Wołyniu oraz w województwach lwowskim, tarnopolskim i stanisławowskim nie zostanie opracowany ze względu na niemożliwe do zaakceptowania postulaty Kościoła ukraińskiego, który nalegał, aby w liście znalazły się twierdzenia o pozbawieniu Ukraińców prawa stanowienia „na własnej ziemi” i „wojnie bratobójczej”, co zdaniem arcybiskupa Mokrzyckiego miało służyć fałszywemu zrównywaniu odpowiedzialności stron. Polscy biskupi działający na Ukrainie twierdzą, że biskupi ukraińscy próbują kontynuować popularną w środowiskach nacjonalistycznych linię zmierzającą do relatywizacji zbrodni, zaprzeczania zaistnieniu na Wołyniu ludobójstwa (a jedynie „wysiedlenia” ludności polskiej), negowania wpływu ukraińskiego nacjonalizmu integralnego przy równoczesnym doszukiwaniu się przyczyn rzezi wołyńskiej w działaniach Polaków. Propozycja biskupów greckokatolickich nie wskazywała na sprawców zbrodni, stąd zdaniem metropolity lwowskiego wniosek, że zagłady polskiej ludności dokonywały „anonimowe siły”. Duże poruszenie wśród polskich biskupów wzbudziła także zaproponowana przez duchownych ukraińskich formuła skierowana do polskiej strony: wybaczamy i prosimy o wybaczenie.

## Szacowana liczba ofiar
- Grzegorz Hryciuk, 20–25 tys., z czego w 1943 r. – do około 2 tys., w 1944 r. 13–16 tys., w latach 1945–1946 – 5–6 tys.
  - województwo tarnopolskie: 13–16 tys.
  - województwo lwowskie: 5–6 tys.
  - województwo stanisławowskie: 3–3,5 tys.[105]
- Ryszard Torzecki: 30–40 tys.[106]
- Damian Karol Markowski (2023): 31 524, w tym 15 623 osoby znane z imienia i nazwiska (bez strat zadanych Polakom przez Ukraińców w służbie niemieckiej)[107]
- Ewa Siemaszko: 70 tys. (2010)[108], z czego 50 100 ofiar udokumentowanych, a 20 283 ofiary znane z nazwiska
  - województwo tarnopolskie: 27,6 tys. (23 000 ofiar udokumentowanych, 10 143 ofiar znanych z nazwiska)
  - województwo lwowskie: 24,8 tys. (15 400 ofiar udokumentowanych, 6397 ofiar znanych z nazwiska)
  - województwo stanisławowskie: 18,4 tys. (11 700 udokumentowanych, 3843 znanych z nazwiska)[109]
- Stowarzyszenie Upamiętnienia Ofiar Zbrodni Ukraińskich Nacjonalistów: 108 tys. (ustalona liczba ofiar 56 437). Liczby te zawierają również ofiary niemieckich jednostek wojskowych, w których skład wchodzili Ukraińcy oraz ofiary nacjonalistów ukraińskich innych narodowości niż polska[110]. W tym:
  - województwo tarnopolskie: ok. 40 tys. (ustalona liczba ofiar 23 879)[111]
  - województwo lwowskie: ok. 40 299 (ustalona liczba ofiar 20 299)[112]
  - województwo stanisławowskie: ok. 22 259 (ustalona liczba ofiar 12 259)[113]
- Czesław Blicharski, woj. tarnopolskie: 14,6 tys.[114]